# Nattenhaasdonk
Nattenhaasdonk is een verdwenen Vlaams polderdorp aan de Schelde en is een gehucht in de deelgemeente Hingene in de gemeente Bornem.

## Geschiedenis
De eerste inwoners van Nattenhaasdonk zouden zich gaan vestigen in de 4de eeuw en waren wellicht vissers en deden op het hoger gelegen gebieden aan landbouw. Dit weet men door de vondst van Gallo-Romeinse restanten in 1985. Nattenhaasdonk ontstond op een strategisch belangrijke plaats: de samenloop van Schelde en Rupel. Het dorp werd voor het eerst vermeld in 1030 als 'Havequesdunc'. Het had een eigen kerk: de Sint-Margarethakerk, al was deze afhankelijk van dat van Bornem. Volgens archeologisch onderzoek en volgens bronnen zou het dorp twee pastoors gehad hebben, waardoor men Nattenhaasdonk een grote gemeenschap toeschrijft tijdens de middeleeuwen.
Helaas was het dorp zeer laaggelegen en lag het vlak bij de Schelde, waardoor het doorheen haar geschiedenis vaak te kampen had met overstromingen. In 1134 trad de Schelde uit haar oevers waardoor er een grote overstroming zou plaatsvinden. Hierdoor besloten vele inwoners te migreren naar hogergelegen gebieden en besloot men vanaf de 12de eeuw een uitgebreid netwerk van dijken aan te leggen. Men vond middeleeuwse sporen terug van 'greppels' en 'geulen' die gegraven zouden zijn door de inwoners, dit waarschijnlijk om overstromingen te voorkomen. Echter braken de dijken in 1487 waardoor de kerk onder water kwam te staan, ook toen vertrokken vele mensen weg uit het dorp.
In 1566 zou de kerk en de pastorij van Nattenhaasdonk ten prooi vallen aan de beeldenstormers, waardoor beide gebouwen volledig werden verwoest. Het puin zou gebruikt worden bij de bouw van het rivierfort Sint-Margriet in 1579, wat aan de buitenbocht van de Schelde en de monding van de Rupel gelegen heeft. Het fort werd opgericht door troepen van het Antwerps calvinistische bewind om de scheepvaart op de Schelde en de toegang tot de Rupel te controleren. In 1746 werd het fort vernield door de Fransen en is helemaal verdwenen, op dezelfde plaats ligt nu de Zeesluis van Wintam.
In de 17de eeuw besloot men een nieuwe kerk en pastorij te bouwen. Maar in 1825 kwam de wijk rond de nieuwe kerk onder water te staan. Daarop volgde dan toch de beslissing om de parochie en de kerk een nieuwe locatie te geven waardoor men in 1828 men een nieuwe kerk bouwde in het veiligere Wintam. Ook een aantal kerkschatten van de kerk van Nattenhaasdonk werden overgebracht naar Wintam.

## Dorpskern

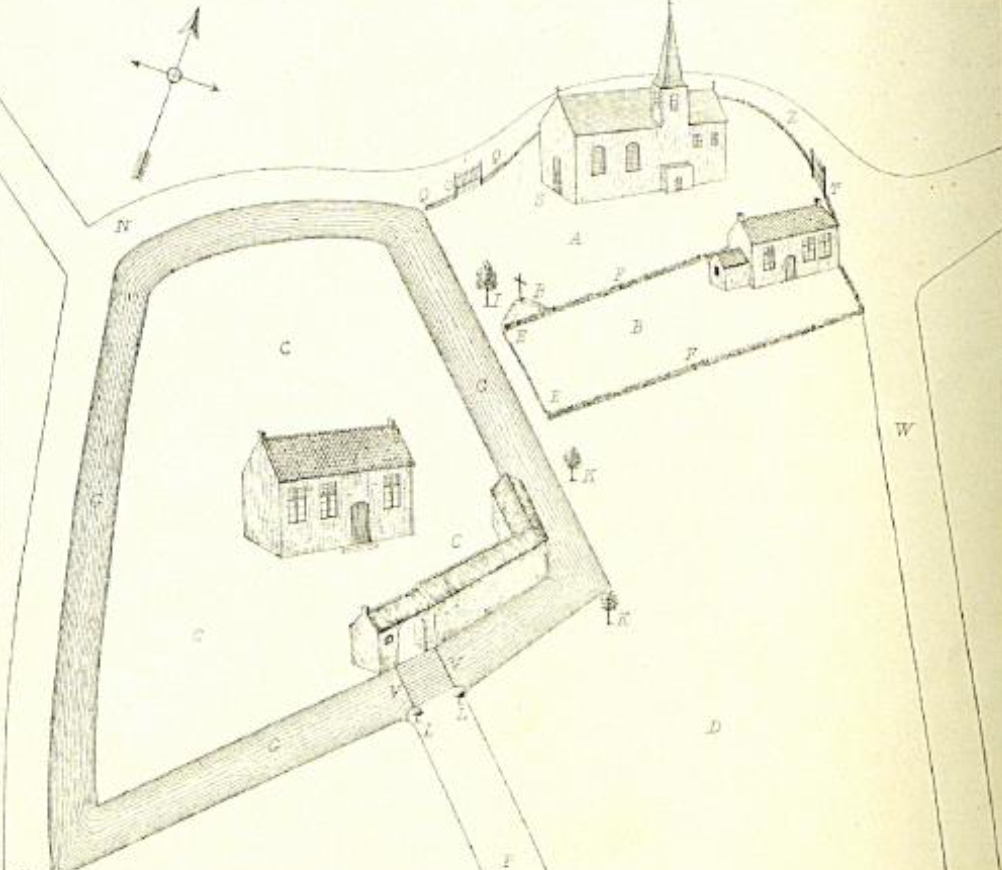
De Sint-Margarethakerk en het Nethof.

De Sint-Margarethakerk zou teruggaan tot de 11de eeuw, gedurende de middeleeuwen zou de kerk meermaals opgehoogd en uitgebreid worden. Rond de kerk zouden verschillende woningen gestaan hebben. Aan het kerkhof zou de ‘s Heerenstraete gelegen hebben.
In het centrum van het dorp zou een omwalde hoeve gestaan hebben: het Nethof genaamd. Van oorsprong zou dit hof geassocieerd kunnen worden met de ridders van Haasdonk. Deze ridders stonden weliswaar in dienst van de burggraaf van Gent maar waren niet afhankelijk als leenheer. Het Nethof was eigendom van de heer van Hingene en werd in 1658 gekocht door Servaas Coolman. 
In de 16de eeuw zou de bewoning sterk gereduceerd zijn tot vier grote hoven met nog enkele kleine woningen, een akte beschrijft deze:
- Een hoeve met schuur, stallen en 4,5 bunder land (6 ha), eigendom van François de Schotte verhuurd aan Jan de Keysere
- Een hoeve met schuren en 6 roeden land (200 m²), eigendom van Christoffel Andries verhuurd aan Jan Neefs
- Een huis in eigendom van Daneel Raman
- Een hoeve met huis, schuur, stallen en hof, eigendom François de Schotte verhuurd aan Willem Jacops

## Toponymie
De naam 'Nattenhaasdonck' komt vanaf de 11de eeuw vooral voor in de vorm van: 'Havequesdonck' (1030) en 'Havesdunc' (1208). Het voorvoegsel 'Natten' komt pas voor in de 18de eeuw, zoals men kan lezen op de Ferrariskaarten. Dit omdat waarschijnlijk van het overstromingsgebied wat het polderdorp typeert. Het woord 'Haesdonk', zoals opgeschreven wordt in de Fricx kaarten (1712) zou verwijzen naar een 'havensdok' of een verbastering van de woorden 'hars' en 'donk'. Een donk is een heuvel die zich duidelijk aftekent tegenover een lager gelegen gebied.